# Колісник Петро Федорович
Колісник Петро Федорович (4 січня 1953, с. Морозівка, Мурованокуриловецький район, Вінницька область) — український лікар-терапевт, науковець, засновник медичного напрямку клінічної вертебрології, багаторівневої медичної реабілітації та ін.
Закінчив Вінницький медичний інститут (1980). Працював лікарем. Від 1984 працює у Вінницькому медичному університеті: від 2009 — завідувач кафедри внутрішньої медицини № 2.
Доктор медичних наук (2003).
В 2013 році заснував та очолює кафедру фізичної та реабілітаційної медицини Вінницького національного медичного університету ім. М. І. Пирогова.
Нова термінологія, яка була запропонована вперше професором П. Ф. Колісником:
- Трофічний комплекс тканин[1]
- Травмуючі елементи
- Тракційно-тренуючий режим лікувальної фізкультури (терапевтичних вправ)
- Багаторівнева медична реабілітація
- Превентивна медична реабілітація
- Клінічна вертебрологія